# Mgudzyrchva
Mgudzyrchva (abchazsky Мгәыӡырхәа, gruzínsky მუგუძირხვა – Mugudzirchva) je vesnice v Abcházii, v okrese Gudauta. Leží přibližně 12 km severozápadně od okresního města Gudauty na pobřeží Černého moře. Obec sousedí na západě s Mysrou, na severu s Barmyší a s Otharou, na východě se Zvandrypšem a na jihovýchodě s Chypstou. Mgudzyrchvu protíná silnice spojující Rusko se Suchumi a obec se od této silnice táhne jižním směrem do kopců východní části Picundsko-myserské přírodní rezervace..
Oficiálním názvem obce je Vesnický okrsek Mgudzyrchva (rusky Мгудзырхвинская сельская администрация, abchazsky Мгәыӡырхәа ақыҭа ахадара). Za časů Sovětského svazu se okrsek jmenoval Mgudzyrchvinský selsovět (Мгудзырхвинский сельсовет).
Na pláži Mgudzyrchvy se nachází významné turistické místo regionu: Zlaté pobřeží (Золотой Берег).

## Části obce
Součástí Mgudzyrchvy jsou následující části:
- Mgudzyrchva (Мгәыӡырхәа)
- Ambara (Амбара)
- Apcchva (Аԥцхәа)
- Araš Achu / Čaabalyrchva (Араш ахәы / Чаабалырхәа)
- Atvabchu (Аҭәабхәы)
- Gugunyrchva / Papcva (Гәыгәынырхәа / Папцәа)
- Mgudzyrchva Agu (Мгәыӡырхәа агәы)
- Ondanyrchva / Ondyrchva (Онданырхәа / Ондырхәа)

Součástí Mgudzyrchvy byla do 90. let 20. století i Mysra, nynější samostatné sídlo městského typu.

## Obyvatelstvo
Dle nejnovějšího sčítání lidu z roku 2011 je počet obyvatel této obce 1273 a jejich složení následovné:
- 1240 Abchazů (97,4 %)
- 33 ostatních národností (2,6 %)

Před válkou v Abcházii žilo v obci bez přičleněných vesniček 382 obyvatel. V celém Mgudzyrchvinském selsovětu žilo 1712 obyvatel.